# IMOB
O Índice Imobiliário da B3 tem como principal objetivo demonstrar o desempenho das principais empresas que atuam no setor imobiliário, desde construtoras até corretoras. Junto com o ICON, seu cálculo teve início no dia 2 de Janeiro de 2009. As empresas listadas no índice podem sofrer variações, porém algumas já demonstram que seram presenças certas em grande parte dos cálculos do índice como Brascan, BrMalls, Cyrela, Gafisa, MRV Engenharia, Rossi Residencial, Tecnisa, e Tenda.